# Duque de Caxias FC
Duque de Caxias FC is een Braziliaanse voetbalclub uit Duque de Caxias, in de deelstaat Rio de Janeiro.

## Geschiedenis
De club werd in 2005 opgericht en promoveerde in 2007 naar de hoogste klasse van het staatskampioenschap. Na het eerste seizoen daar mocht de club ook al in de Série C aantreden en bereikte daar de halve finale, wat recht gaf op promotie naar de Série B. In 2009 eindigde de club achtste, het seizoen erop elfde en in 2011 volgde een degradatie. Na drie seizoenen werd 2014 een rampjaar met zowel een degradatie uit de Série C als uit de Série A in het staatskampioenschap.